# Kamienica przy ul. Szerokiej 1/3 w Toruniu
Kamienica przy ul. Szerokiej 1/3 – kamienica w zespole staromiejskim Torunia, przy ulicy Szerokiej.
Trzypiętrowy dom mieszkalny został wybudowany na pocz. XX w. według projektu Maxa Schütze z 1907 r. w stylu secesji dla Maxa Gehrmanna, hydraulika budowlanego.
Kamienica znajduje się we wschodniej części ulicy, w jej południowej pierzei, w bloku zabudowy ograniczonym ulicami Podmurną, Szeroką, Przedzamcze oraz terenem dawnej fosy między Starym i Nowym Miastem. Budynek zajmuje całą powierzchnię dwóch sąsiadujących ze sobą działek o kształcie zbliżonym do kwadratu. Ma prostą bryłę, urozmaiconą nadwieszoną, wieloboczną wieżyczką w narożu oraz szczytem od strony ul. Szerokiej w części zachodniej. Elewacja od strony ul. Szerokiej jest dwuczęściowa. Część wschodnia jest dwu-, częśc zachodnia trójosiowa. Elewacja od strony ul. Przedzamcze jest dwusosiowa, w niej też znajduje się główne wejście na klatkę schodową. Pomieszczenia na parterze od strony ul. Szerokiej pełnią funkcję handlową.